# Eva Thatcher
Eva Thatcher (14 de março de 1862 – 28 de setembro de 1942) foi uma atriz norte-americana da era do cinema mudo.
Natural de Omaha, Nebraska, ela apareceu em mais de cem filmes entre 1912 e 1930.
Faleceu em Los Angeles, Califórnia, a 1942.

## Filmografia selecionada

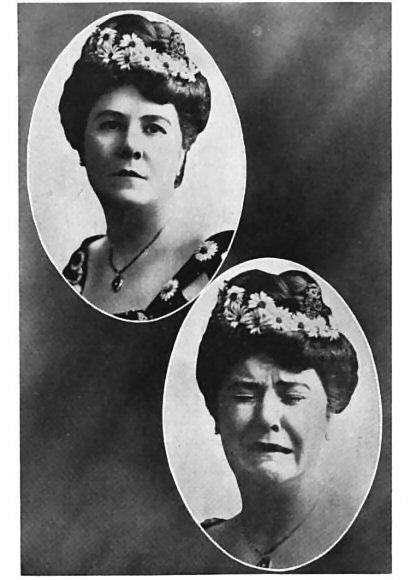
Eva Thatcher, 1914

- Luke's Movie Muddle (1916)
- Luke's Newsie Knockout (1916)
- Luke's Lost Lamb (1916)
- Luke, Crystal Gazer (1916)
- Luke Rides Roughshod (1916)
- Haystacks and Steeples (1916)
- Yankee Doodle in Berlin (1919)
- Down on the Farm (1920)
- The Rent Collector (1921)
- The Bakery (1921)
- The Counter Jumper (1922)
- Golf (1922)
- A Chapter in Her Life (1923)
- Blazing Days (1927)